# ケヅメリクガメ
ケヅメリクガメ（蹴爪陸亀、Centrochelys sulcata）は、爬虫綱カメ目リクガメ科に分類されるカメ。

## 分布
エリトリア、エチオピア、スーダン、セネガル、ソマリア、チャド、ニジェール、マリ共和国、ブルキナ・ファソ、ベナン、モーリタニアにまたがるサハラ砂漠の南側

## 形態
最大甲長83センチメートル。甲板には成長輪が発達する。種小名sulcataは「溝がある、筋がある」の意で、成長輪に由来する。第2-4椎甲板の頂部はやや平坦。縁甲板の外縁は鋸状に尖るが、老齢個体では不明瞭な個体もいる。また、背甲の色彩が色白でコブが出にくいモロッコタイプと、こぶの出やすい色黒のガーナタイプがいる。甲板の継ぎ目（シーム）はやや暗色で、孵化直後の幼体では明瞭だが老齢個体では不明瞭。喉甲板が突出する。
頭部はやや小型で、吻端が突出しない。後肢と尾の間に蹴爪状の突起があり、和名や英名（spurred＝拍車のある、蹴爪のある）の由来になっている。尾の先端は小型鱗で覆われる。
幼体は背甲がドーム状に盛り上がるが、成長に伴い扁平になる。

## 分類
リクガメ属Geocheloneの一種として扱われて来たが、他種と形態が異なることから本種のみでCentrochelys属を構成する。

## 生態
砂漠の周辺やサバンナに生息する。主に薄明薄暮性で、昼間や夜間は自分で掘った穴、他の動物の巣穴もしくはそれを拡張した巣穴の中で休む。乾季になると巣穴の中で休眠することもある。
食性は植物食で、主にイネ科の植物、多肉植物を食べるが、草、低木の葉、花、果実なども食べる。野生下では水がある期間が限られた環境に生息しているため、食物や代謝によって生じた水分を摂取する。
繁殖形態は卵生。成体のオス同士では体当たり、噛みつく、ひっくり返すなどして争う。飼育下ではオスがメスの総排泄孔の臭いを嗅ぎながら追跡した後にメスの周囲を徘徊、体当たりし、メスが動かなくなると鳴き声をあげながら交尾を行った例がある。飼育下では1回に平均15個（最大34個）の卵を年に最大6回に分けて産んだ例がある。卵は約28℃の環境下で120-170日、約30℃の環境下で85-100日で孵化した例がある。

## 人間との関係
野焼きや開発による生息地の破壊、乾燥化、食用やペット用の乱獲などにより生息数は激減していると考えられている。2000年にフランスの提案により野生個体の輸出割当が0頭と厳しく制限され、養殖個体（飼育下繁殖個体）のみ国際取引が可能とされた。2000年における生息数は18,000-20,000頭と推定されている。
ペットとして飼育されることもあり、日本にも輸入されている。飼育下繁殖個体(CB)が流通する。飼育下でも甲長50cm以上と大型化し、リクガメとしては非常に活動的なため、数畳分の乾燥したスペースおよびその保温設備を用意できない限りは飼育は勧められない。
本種を出演させた映画『小さき勇者たち〜ガメラ〜』においても、本種の飼育に当たっては、広い飼育スペースと、きちんとした管理が必要であるという注意書きが、エンディングのクレジットのラストや劇場公開パンフレットに附記された。
三谷幸喜による舞台劇『グッドナイト スリイプタイト』には登場人物のペットという設定で本種（の模型）が登場した。

## 日本国内の動物園での飼育状況
- とべ動物園[8]
- いしかわ動物園[9]
- 大内山動物園[10]
- 王子動物園[11]
- 到津の森公園[12]
- 夢見ヶ崎動物公園[13]
- 徳山動物園[14]
- 渋川動物公園[15]
- 五月山動物園[16]
- 大牟田市動物園[17]
- 飯田市立動物園[18]
- 日本平動物園[19]
- 岡崎市東公園動物園[20]
- 秋田市大森山動物園[21]
- 大山トムソーヤ牧場[22]
- 福山市立動物園[23]
- みさき公園[24]
- 神戸どうぶつ王国[25]
- 茶臼山動物園[26]
- 東南植物楽園[27]